# Olsztynek (gmina)
Pour le chef-lieu, voir Olsztynek.
Olsztynek est une gmina mixte du powiat de Olsztyn, Varmie-Mazurie, dans le nord de la Pologne. Son siège est la ville d'Olsztynek, qui se situe environ 27 km au sud-ouest de la capitale régionale Olsztyn.
La gmina couvre une superficie de 372,03 km2 pour une population de 13 666 habitants.

## Géographie
Outre la ville de Olsztynek, la gmina inclut les villages d'Ameryka, Cichogrąd, Czarci Jar, Czerwona Woda, Dąb, Dębowa Góra, Drwęck, Elgnówko, Gaj, Gąsiorowo Olsztyneckie, Gębiny, Gibała, Jadamowo, Jagiełek, Jemiołowo, Juńcza, Kąpity, Kolatek, Królikowo, Kunki, Kurki, Łęciny, Lichtajny, Lipowo Kurkowskie, Lutek, Łutynówko, Łutynowo, Makruty, Malinowo, Mańki, Marązy, Maróz, Marózek, Mierki, Mycyny, Nadrowo, Nowa Wieś Ostródzka, Orzechowo, Pawłowo, Platyny, Ruda Waplewska, Rybaczówka, Samagowo, Selwa, Sitno, Smolanek, Spogany, Stare Gaje, Sudwa, Swaderki, Świerkocin, Świętajńska Karczma, Świętajny, Tolejny, Tolkmity, Tomaszyn, Waplewo, Warglewo, Warlity Małe, Waszeta, Wigwałd, Wilkowo, Witramowo, Witułty, Ząbie, Zawady et Zezuty.
La gmina borde les gminy de Gietrzwałd, Grunwald, Jedwabno, Kozłowo, Nidzica, Ostróda, Purda et Stawiguda.